# Aeonium edgari
Aeonium edgari är en fetbladsväxtart som beskrevs av Paul V. Heath. Aeonium edgari ingår i släktet Aeonium och familjen fetbladsväxter. Inga underarter finns listade i Catalogue of Life.